# Суперкубок Азії з футболу
Суперкубок Азії (англ. Asian Super Cup) — міжнародний клубний футбольний турнір, який складався з двох матчів, в яких зустрічалися переможці Кубка чемпіонів Азії і Кубка володарів кубків Азії. Змагання проходило з 1995 по 2002 рік, після чого ці два кубки були об'єднані в єдиний турнір — Лігу чемпіонів АФК.

## Розіграші
| Сезон | Переможець Кубка чемпіонів     | Рахунок           | Переможець Кубка володарів кубків |
| ----- | ------------------------------ | ----------------- | --------------------------------- |
| 1995  | Тай Фармерз Банк (Бангкок)     | 1:1, 2:3          | Йокогама Флюгелс (Йокогама)       |
| 1996  | Чхонан Ільхва Чхонма (Чхонан)  | 5:3, 1:0          | Бельмаре Хірацука (Хірацука)      |
| 1997  | Пхохан Стілерс (Пхохан)        | 0:1, 1:1          | Аль-Хіляль (Ер-Ріяд)              |
| 1998  | Пхохан Стілерс (Пхохан)        | 1:1, 0:0          | Аль-Наср (Ер-Ріяд)                |
| 1999  | Джубіло Івата (Івата)          | 1:0, 1:2          | Аль-Іттіхад (Джидда)              |
| 2000  | Аль-Хіляль (Ер-Ріяд)           | 2:1, 1:1          | Сімідзу С-Палс (Сідзуока)         |
| 2001  | Сувон Самсунг Блювінгз (Сувон) | 2:2, 2:1          | Аль-Шабаб (Ер-Ріяд)               |
| 2002  | Сувон Самсунг Блювінгз (Сувон) | 1:0, 0:1 (п. 4:2) | Аль-Хіляль (Ер-Ріяд)              |

## Переможці
| Клуб                   | Перемог | Поразок | Рік перемог | Рік поразок |
| ---------------------- | ------- | ------- | ----------- | ----------- |
| Аль-Хіляль             | 2       | 1       | 1997, 2000  | 2002        |
| Сувон Самсунг Блювінгз | 2       | 0       | 2001, 2002  | -           |
| Джубіло Івата          | 1       | 0       | 1999        | -           |
| Аль-Наср               | 1       | 0       | 1998        | -           |
| Чхонан Ільхва Чхонма   | 1       | 0       | 1996        | -           |
| Йокогама Флюгелс       | 1       | 0       | 1995        | -           |
| Пхохан Стілерс         | 0       | 2       | -           | 1997, 1998  |
| Аль-Шабаб              | 0       | 1       | -           | 2001        |
| Сімідзу С-Палс         | 0       | 1       | -           | 2000        |
| Аль-Іттіхад            | 0       | 1       | -           | 1999        |
| Бельмаре Хірацука      | 0       | 1       | -           | 1996        |
| Тай Фармерз Банк       | 0       | 1       | -           | 1995        |

### По країнам
| # | Країна            | Перемог | Участей |
| - | ----------------- | ------- | ------- |
| 1 | Саудівська Аравія | 3       | 3       |
| 2 | Південна Корея    | 3       | 2       |
| 3 | Японія            | 2       | 2       |
| 4 | Таїланд           | 0       | 1       |

### По турнірах
| Турнір                 | Перемог |
| ---------------------- | ------- |
| Кубок чемпіонів        | 5       |
| Кубок володарів кубків | 3       |